# Contea di Muskogee
La contea di Muskogee (in inglese Muskogee County) è una contea dello Stato dell'Oklahoma, negli Stati Uniti. La popolazione al censimento del 2000 era di 69 451 abitanti. Il capoluogo di contea è Muskogee.